# Mount Alifan
Mount Alifan är ett berg i Guam (USA).   Det ligger i kommunen Agat, i den sydvästra delen av Guam, 13 km sydväst om huvudstaden Hagåtña. Toppen på Mount Alifan är 266 meter över havet.